# Kambarka
Kambarka (russisch Камбарка) ist eine Stadt in der Republik Udmurtien (Russland) mit 11.021 Einwohnern (Stand 14. Oktober 2010).

## Geographie
Die Stadt liegt etwa 90 km südöstlich der Republikhauptstadt Ischewsk, wenige Kilometer vom linken Ufer der Kama entfernt.
Kambarka ist Verwaltungszentrum des gleichnamigen Rajons.

## Geschichte
Kambarka entstand mit der Errichtung eines Eisenwerkes durch die Unternehmerfamilie Demidow 1761–1767 und erhielt 1945 Stadtrecht.
Am 1. April 2006 wurde die zweite russische Anlage zur Vernichtung von Chemiewaffen in Kambarka in Betrieb genommen. In der Anlage, die mit deutscher Hilfe finanziert wurde, werden seitdem chemische Kampfstoffe (insgesamt über 3000 Tonnen) beseitigt, deren Vernichtungskosten über 270 Millionen Euro betragen. Deutschland trägt davon 90 Millionen Euro. 2009 endete das Vorhaben.

### Bevölkerungsentwicklung
| Jahr | Einwohner |
| ---- | --------- |
| 1939 | 9.430     |
| 1959 | 13.385    |
| 1970 | 14.121    |
| 1979 | 12.960    |
| 1989 | 13.258    |
| 2002 | 12.636    |
| 2010 | 11.021    |

Anmerkung: Volkszählungsdaten

## Wirtschaft
In Kambarka ist die Maschinenfabrik Kambarka ansässig, in welcher kleinere Diesellokomotiven, darunter für Schmalspurbahnen, hergestellt werden.